# Operação Orquídea
Operação Orquídea é um filme brasileiro lançado no dia 11 de dezembro de 2014 com direção de Paulo Siqueira. O filme é estreado pela dupla Norma Blum e Líbero Bertulucci.

## Sinopse
Camila Junqueira, neta do conceituado policial aposentado Olavo Junqueira, é misteriosamente sequestrada. A dupla de policiais Raquel e Gustavo, chamados por Olavo, começam a investigar e percebem que aquele sequestro é muito mais misterioso do que eles pensavam.

## Elenco
| Ator              | Personagem              |
| ----------------- | ----------------------- |
| Líbero Bertulucci | Dr. Olavo Junqueira     |
| Giulliana Succine | Camila Junqueira        |
| Patrícia Meni     | Patrícia Junqueira      |
| Mara Oliver       | Delegada Raquel Costa   |
| Eloy Nunes        | Inspetor Gustavo Simões |
| Lucas Olivieri    | Juninho                 |
| Norma Blum        | Adélia Junqueira        |

## Prêmios
| 2015 | Terceiro Festival de Cinema Brasileiro | Melhor Roteiro Original | Vencedor |